# الشيعة في باكستان
الإسلام هو الدين الرسمي لباكستان. ويقدر عدد الشيعة فيها ما بين 5-20٪ من مجموع السكان البالغ عددهم 180 مليون نسمة وترى بنازير بوتو إنهم يكونون 10٪ من المجتمع. ويُقدر عدد سكان الشيعة في باكستان بأنه لا يقل عن 16 مليون نسمة، مثل الهند. ومع ذلك، يدعي فالي نصر الخبير بشؤون الشرق الأوسط، أن عدد الشيعة يصل إلى 30 مليونًا. لكن مع تصاعد العنف الطائفي في السنوات الأخيرة استهدفت الطائفة الشيعية بشكل غير مسبق. وقد سجلت منظمة هيومن رايتس ووتش المعنية بالدفاع عن حقوق الإنسان، ما لا يقل عن 450 عملية قتل للشيعة في عام 2012، وهي السنة الأكثر دموية في المجتمع. وقتل ما لا يقل عن 400 شيعي آخر في عام 2013 في باكستان.

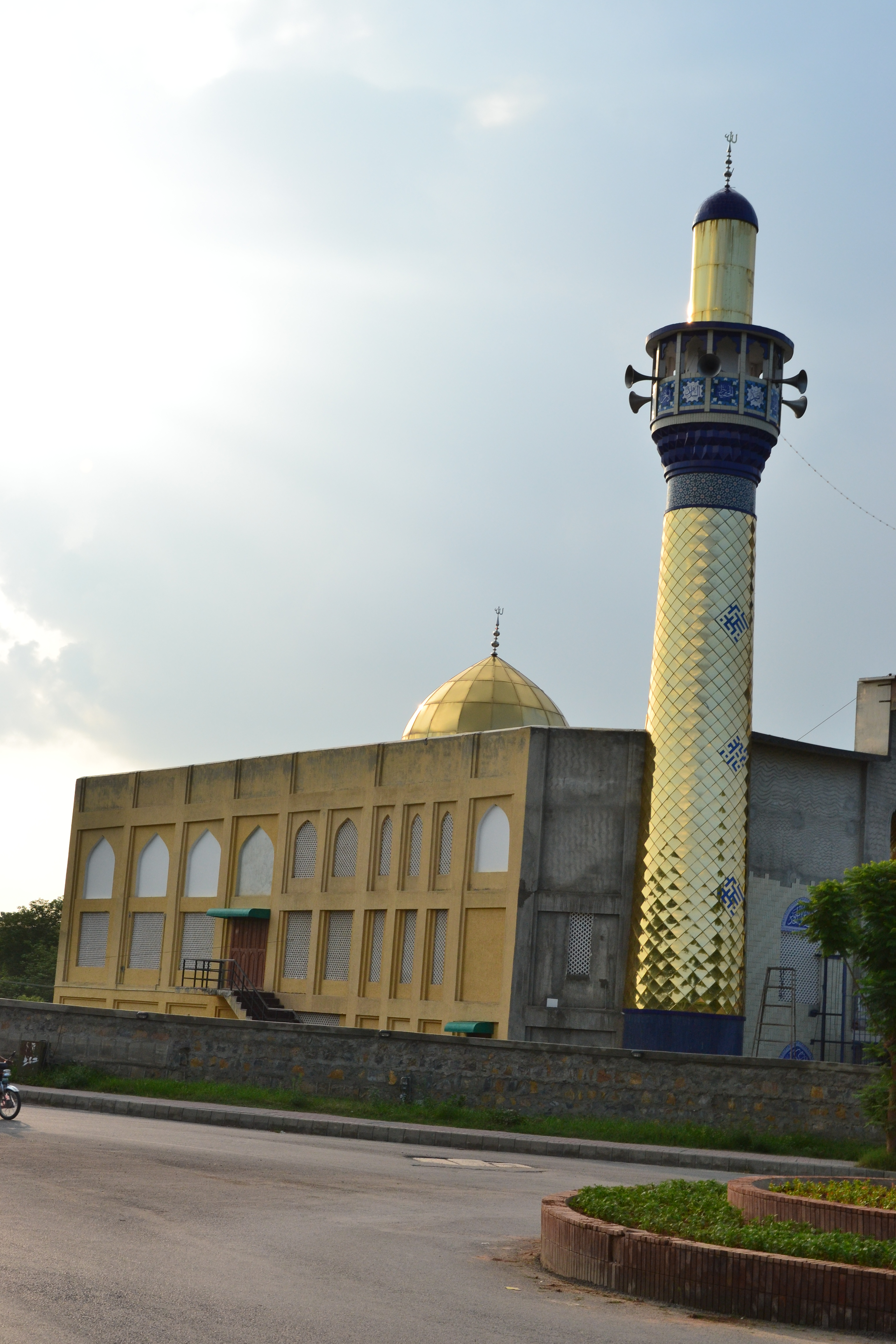
مسجد شيعي في إسلام آباد.

## تاريخهم

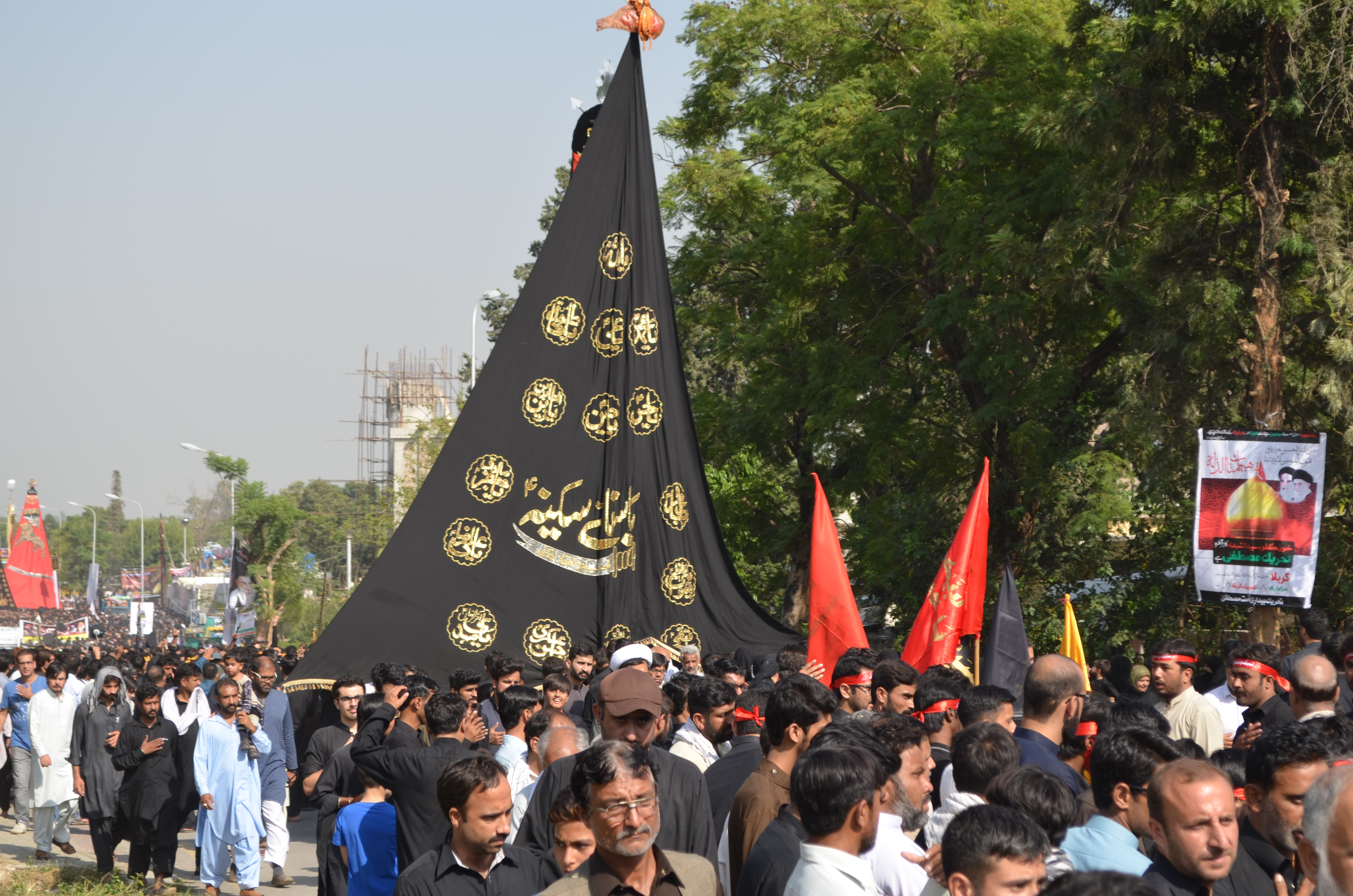
موكب محرم في إسلام آباد، باكستان

لا توجد معلومات دقيقة في التقارير التاريخية حول تاريخ التشيّع في باكستان سوى شذرات وردت بشكل متفرّق بين ثنايا بعض الكتب. والظاهر أن مدينة لكهنو الهندية ظلّت مركزًا لحكومة شيعيّة محليّة في جنوب آسيا لفترة طويلة.
فبعد أن تقسمت شبه القارة الهندية إلى الهند وباكستان عام 1947، هاجر عدد كبير من المسلمين الشيعة المقيمين في شبه القارة الهندية إلى دولة باكستان وعملوا علی دعم هذه الدولة ورفدها بالطاقات. لكن في العقود اللاحقة ظهرت توترات بين الشيعة وأهل السنة وقد أدت بعض الأحداث الطائفية إلى إنشاء منظمات خاصة بالشيعة في السنوات الأخيرة.
وفي الماضي، فقد عانوا الشيعة في هذه المنطقة من اضطهاد الحكام المحليين والغزاة المغول، حيث تعرض بعضهم إلى القتل على يد هؤلاء الحكام كالقاضي نور الله التستري المعروف بالشهيد الثالث. ومن جهة أخری كان العديد من النواب الذين حكموا الهند الحالية وبنغلاديش وباكستان هم من بين الشيعة.

## مذهبهم
إن الأغلبية من المسلمين الشيعة الباكستانيين هم من أتباع مذهب الإثني عشري ويشكلون 60% ، وهناك أقليات ينتمون إلی الإسماعيليين النزاريين أو إلی فرقة البهرة الداودية وفرقة البهرة السُليمانية ويشكلون 40%.

## التأثير السياسي
كان محمد علي جناح، مؤسس دولة باكستان، إسماعيليا بالولادة ويقال أنه في وقت لاحق من حياته اتبع المذهب الشيعي الإثني عشري وهو ما رفضت إقراره المحكمة الباكستانية العليا. لكن ادعى  بعض أقاربه في المحكمة بأن جناح أصبح سنيًا في نهاية حياته.
بعد وفاة جناح، طالبت أخته فاطمة من المحكمة بالحكم في ميراثه وفق القانون الإسلامي الإسماعيلي الأمر الذي أصبح فيما بعد جزءا من جدل في باكستان حول الانتماء الديني لجناح. يذكر فالي نصر بأن جناح "كان إسماعيليا بالولادة وشيعيا اثنا عشريا بالاعتناق ، وإن لم يكن رجل ملتزما دينيا" وهذا ما لم تقره سيرة جناح. وفي تحد قانوني عام 1970، ادعى حسين علي جانجي ولجي بأن جناح تحول إلى الإسلام السني مستندا إلى أدلة وشهادات لشخصيات باكستانية مقربة لجناح ، ولكن رفضت المحكمة العليا هذا الادعاء في عام 1976، وقبلت بكون "أسرة جناح" من الإسماعيلية. في العلن، لم يكن لجناح موقفا طائفيا و "كان يسعى إلى جمع مسلمي الهند تحت راية عقيدة المسلمين العامة وليس تحت هوية طائفية مثيرة للانقسام". في عام 1970، نص قرار محكمة باكستانية بأن جناح "بإيمانه كمسلم علماني جعله منه لا شيعي ولا سني"، وفي عام 1984، حافظت المحكمة على قرارها بأن القائد لم يكن قطعا من الشيعة". وصرح لياقت ه. مرشانت، سليل من أسرة جناح، بانه " مجرد مسلم ، يؤمن بالكتاب والسنة ويجل الخلفاء الراشدين ويقدر الحضارة الإسلامية عاليا".
على مدى العقود القليلة الماضية، تشكَّلت منظمات مختلفة لغاية الدعم السياسي للشيعة ومعالجة احتجاجاتهم القانونية منها منظمة تحريك الجعفرية ومنظمة الطلاب الإمامية، كما تشكّلت منظمة سباه محمد كرد فعل للعنف الموجه ضد الشيعة من قبل سباه الصحابة وكذلك منظمة لشكر جهنكوي والجماعات الديوبندية المتشددة.
وعندما أقر الجنرال ضياء الحق، الحاكم العسكري السابق لباكستان، قانوناً جديداً لفرض خصم الزكاة من أموال كل المسلمين في الثمانينات، نظمت تحريك الجعفرية مظاهرة عامة كبيرة في إسلام آباد اعتراضاً على القانون، لإجبار الحكومة على إعفاء الشيعة من هذا القانون. وتمخضت هذه الخطوة عن «اتفاق إسلام أباد» والذي وافقت الحكومة بموجبه على تقديم منهج دراسي منفصل للطلاب الشيعة في المدارس العامة، فضلاً عن إعفاء المجتمع الشيعي من البنود القانونية المتعلقة بخصم الزكاة من الحسابات المصرفية. حيث يعتبر الشيعة الزكاة التزاماً شخصياً ولا يمكن للدولة تحصيلها. 
وأعرب أحد كبار الصحافيين الباكستانيين الذي شهد هذه الأحداث، عن اعتقاده بأن الزعيم الإيراني آية الله الخميني اضطلع بدور مهم في التوصل إلى هذا الاتفاق، وأنه طلب الحصول على تأكيدات من الجنرال ضياء الحق بتلبية مطالب الشيعة. جدير بالذكر، أنه جرت قراءة رسالة من الخميني علانية على مسامع المتظاهرين الشيعة في إسلام أباد بهدف الحفاظ على معنوياتهم.

## التمييز
تتهم الشيعة الحكومة الباكستانية منذ عام 1948  بأنها تقوم بتمييز عنصري ممنهج ضد الشيعة في المناصب والأعمال التجارية وإقامة العدل. وفي فترة رئاسة ضياء الحق ازدادت الهجمات على الشيعة. اندلعت أول أعمال شغب بين السنة والشيعة في باكستان عام 1983 في مدينة كراتشي وثم انتشرت إلى لاهور ومنطقة بلوشستان. ومنذ أحداث العنف الطائفي وقعت في باراشينار عام 1986، أصبح العنف الطائفي أحد السمات المتكررة في شهر محرم من كل عام.
وكانت مذبحة غلغت عام 1988 حادثة سيئة السمعة، حيث تدفق آلاف المسلحين من القبائل السنية المختلفة، بقيادة أسامة بن لادن، إلى غلغت وقتلوا المدنيين الشيعة فيها.